# Kostel svatého Petra a Pavla (Dalešice)
Kostel svatého Petra a Pavla je farní kostel římskokatolické farnosti Dalešice. Kostel se nachází ve středu obce Dalešice. Kostel těsně přiléhá k budově zámku, měl být postaven na bývalém hřbitově. Kostel je jednolodní stavbou s gotickým presbytářem. Součástí kostela je přilehlá kaple na východní straně kostela. Kostel má tři oltáře, součástí inventáře kostela je obraz Panny Marie Bolestné. Kostel je spolu s přilehlým zámkem chráněn jako kulturní památka České republiky.

## Historie

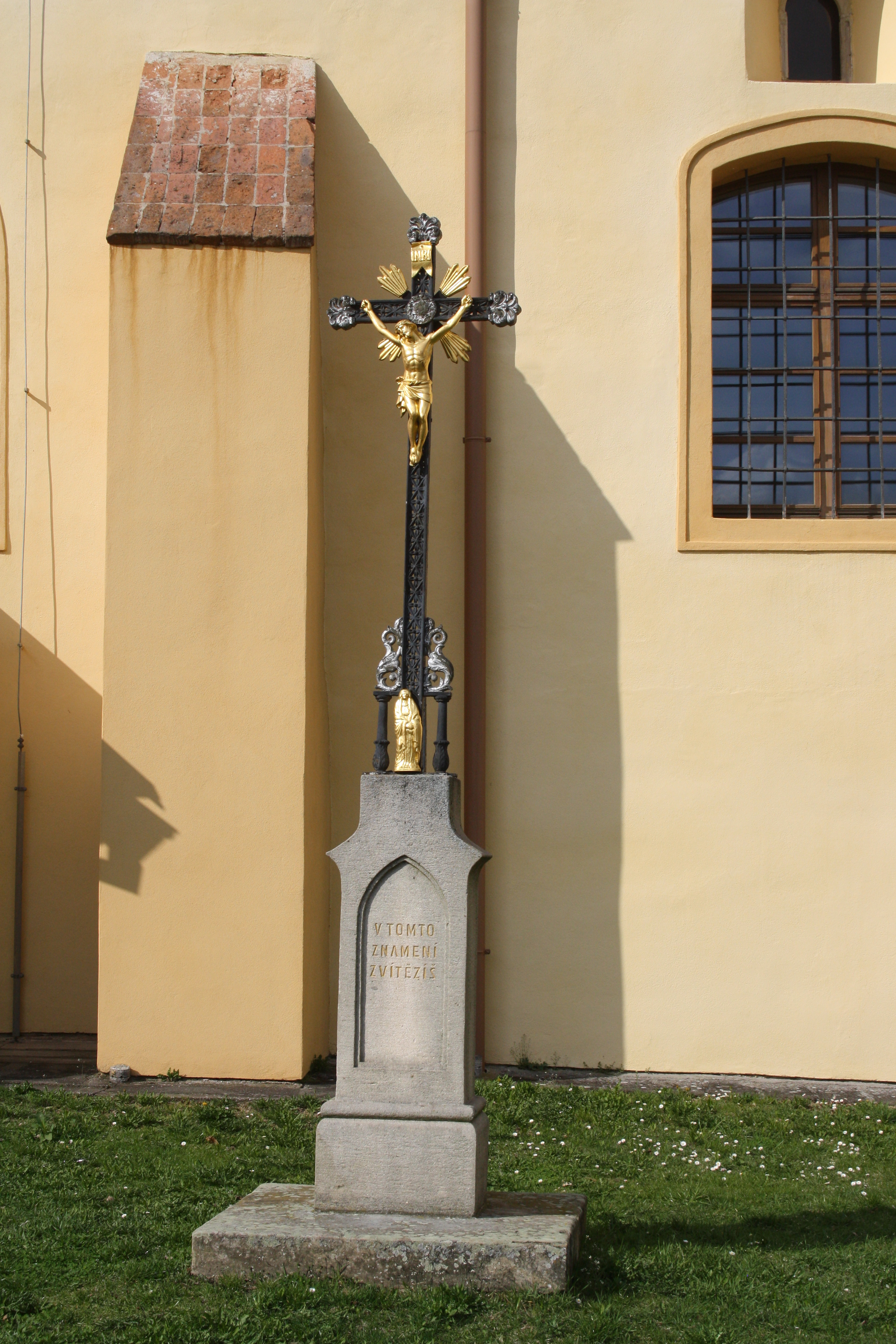
Kříž u kostela

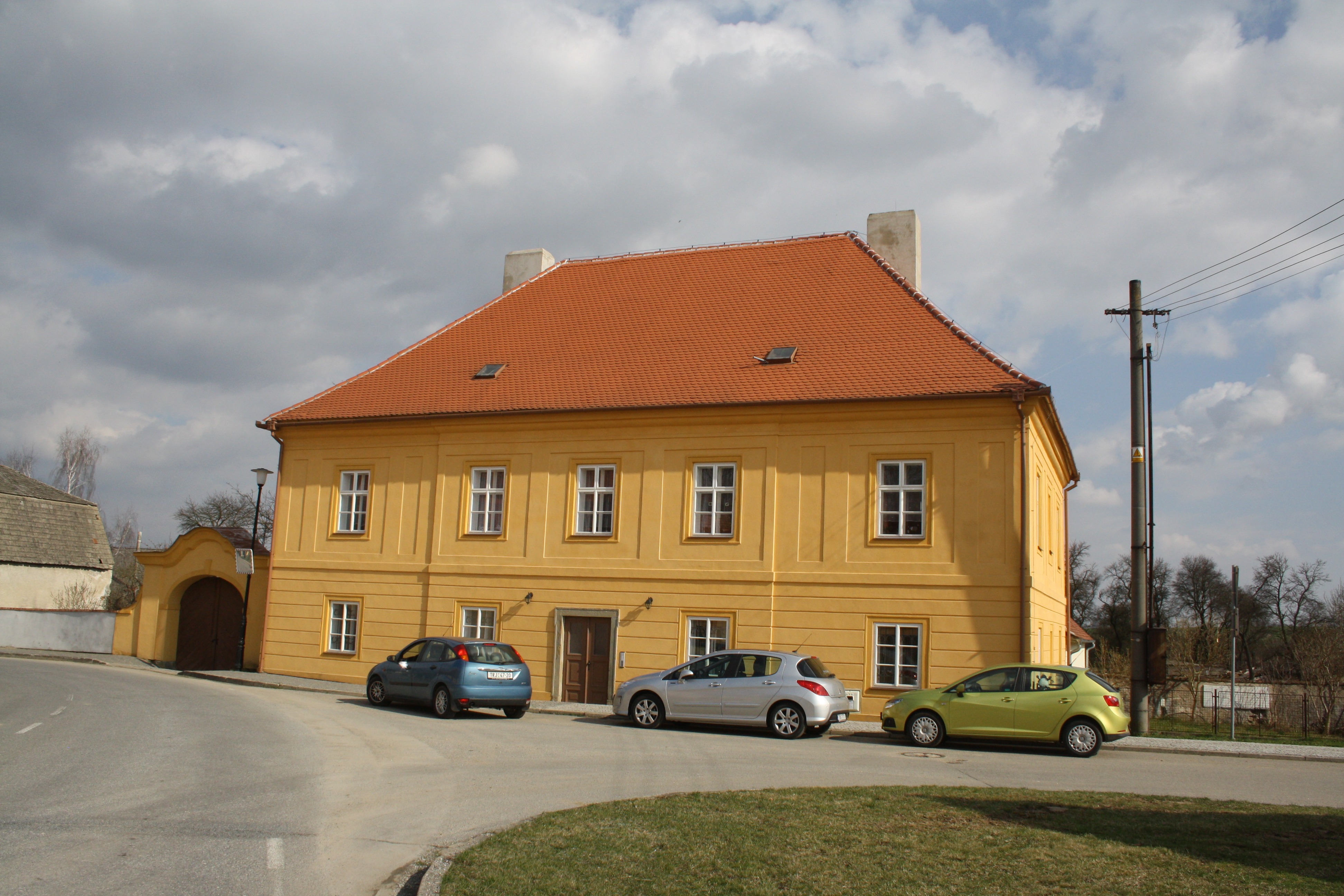
Fara při kostele

Kostel pochází přibližně ze 14. století, založen měl být knížetem Litoldem. Jedním z prvních farářů měl být Bohobud z Dalešic.Již v tu dobu měl být součástí kostela i klášter, snad klášter kajícnic sv. Máří Magdaleny. Klášter pak byl Prokopem Holým v roce 1430 vypálen. V roce 1502 pak Vladislav Jagellonský vydal rozkaz, aby Hynek z Kunštátu a z Polné stejně jako jeho otec se snažil klášter opravit. Nicméně k opravě nedošlo.V roce 1546 získal klášter a kostel Karel ze Žerotína a ten jej pak v roce 1553 prodal Burianovi z Osovice a Doubravice. Později byl klášter pronajmut Jindřichovi Kralickému a kolem roku 1560 klášter i s kostelem zanikly. Kostel tak převzali protestanti a ti jej tak ovládali až do roku 1612. Kostel byl později přestavěn do současné podoby, rekonstrukce proběhla v roce 1902. O čtyři roky dříve byla opravena i blízká budova fary.
Kostel byl na konci druhé světové války poškozen bombardováním a byl po válce rekonstrukován a místo něj byla využívána kaple Svatého Kříže, v roce 2006 byl kostel rekonstruován a znovu byla k pravidelným bohoslužbám využívána kaple sv. Kříže.
Na věži jsou umístěny celkem tři zvony.